# Запит на комерційну пропозицію
Запит на комерційну пропозицію, або запит на придбання (англ. Request for proposal, англ. Request for quotation) — це документ процесу закупки, метою якого є запросити перспективних постачальників до подачі своїх комерційних пропозицій для участі в процесі вибору постачальника відповідного типу матеріалу чи послуги (постачання).

## Огляд
Замовлення на закупівлю повинно мати графи, які відповідають на такі питання:
- ЩО — точний опис товару, марка;
- СКІЛЬКИ — кількісний складник;
- ЯКИЙ — опис специфічних характеристик;
- ЧИЙ — виробник матеріалу;
- ДЕ — опис місця застосування;
- КОЛИ — на яку дату слід поставити;
- КУДИ — місце доставки;
- НАВІЩО — опис потреби в закупівлі;
- КОМУ — замовник (не обов'язково);
- ЯКЕ — вид упакування й тари;
- ЯК — умови поставки;
- ЗА СКІЛЬКИ Й ЯК — ціна та умови оплати;
- ХТО СКЛАВ — автор запиту й кому направляти пропозиції;
- ХТО КУПУЄ — реквізити компанії;
- ДО КОЛИ — до якого строку приймаються пропозиції.

Подібна інформація у замовленні на комерційну пропозицію потрібна для усунення непорозумінь між відділом постачання та перспективним постачальником. Цей документ є основою для вибору постачальника чи проведення конкурентних торгів чи тендерів у процесі закупки.
Подібні запити включають запит на пропозицію (RFQ), за яким клієнт може просто шукати цінову пропозицію, і запит на інформацію (RFI), коли клієнту потрібна додаткова інформація від постачальників перед подачею RFP. За RFI зазвичай слідує RFP або RFQ.